# Cabinet des Dessins

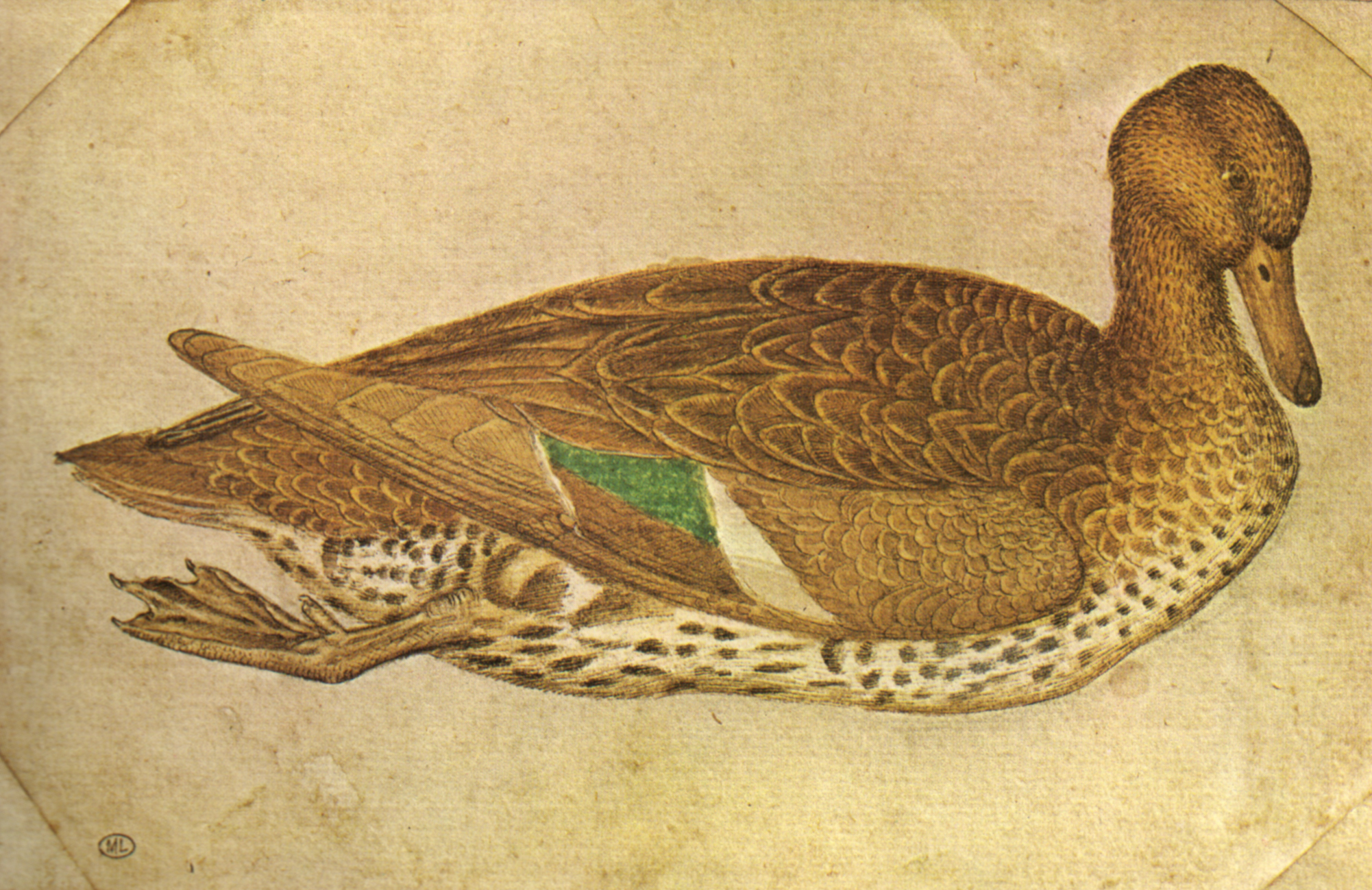
Pisanello, Anatra (inv. 2461)

Il Cabinet des Dessins, o Départment des Arts Graphiques, è uno dei sette dipartimenti del Museo del Louvre di Parigi, dedicato alle arti grafiche.
Le collezioni comprendono opere a disegno, pastello, miniatura, stampa, oltre a libri, manoscritti, autografi, matrici di stampa in legno, ottone e pietre litografiche.
Il dipartimento è organizzato su tre fondi: Gabinetto dei disegni della collezione reale di Francia, la Calcografia, comprese le incisioni delle collezioni reali, e la Collection Edmond de Rothschild.
Il dipartimento dispone di un inventario informatizzato in comune con l'analogo dipartimento del Museo d'Orsay. Oggi l'inventario copre 140.000 opere di 4.500 artisti diversi, su un totale di 183.500 pezzi appartenenti al dipartimento.

## Opere
- Codice Vallardi
- Ritratto di Isabella d'Este (Leonardo)